# Salvador Salguero
Rafael Salvador Salguero González (* 10. August 1951 in Lima) ist ein ehemaliger peruanischer Fußballspieler. Er nahm an der Fußball-Weltmeisterschaft 1982 in Spanien teil.

## Karriere

### Spielerkarriere
Salguero begann seine professionelle Laufbahn im Jahr 1973 beim FBC Melgar aus der südperuanischen Stadt Arequipa. 1974 wechselte er zum Stadtrivalen FBC Piérola. Nachdem der Klub am Ende der Saison aus der Torneo Descentralizado absteigen musste, wurde Salguero von Alianza Lima verpflichtet. Mit diesem Klub gewann er 1975, 1977 und 1978 die peruanische Meisterschaft sowie 1982 die Vizemeisterschaft. Für Alianza bestritt er 25 Partien in der Copa Libertadores.
1984 schloss er sich den Diablos Rojos aus der südostperuanischen Stadt Puno an. Nach einer Spielzeit wechselte er zu Juventud La Joya aus dem Distrikt Chancay in der Region Lima, wo er 1985 seine aktive Laufbahn als Spieler beendete.

### Nationalmannschaft
Salguero bestritt 13 Spiele für die peruanische Nationalmannschaft, ohne ein Tor zu erzielen. Er debütierte am 12. Oktober 1976 beim 0:0 im Testspiel gegen Uruguay.
Anlässlich der Fußball-Weltmeisterschaft 1982 in Spanien wurde Salguero in das peruanische Aufgebot berufen. Bei diesem Turnier wurde er in allen drei Vorrundenspielen der Peruaner eingesetzt. Die 1:5-Niederlage im letzten Gruppenspiel gegen Polen am 22. Juni 1982 war zugleich sein letzter Einsatz im Nationalteam. Peru schied nach der Vorrunde als Gruppenletzter aus dem Turnier aus.

## Erfolge
- Peruanische Meisterschaft: 1975, 1977 und 1978